# Anders Sidner (präst)
Anders Sidner, född 13 januari 1788 i Sidensjö socken, död 10 mars 1852 i Grundsunda socken, var en svensk präst och riksdagsman. Han var far till Anders Sidner.

## Biografi
Anders Sidner var son till bonden i Rössjö Jacob Eriksson och Stina Andersdotter. Efter prästvigning 1811 fick han tjänst som vice kollega vid Umeå trivialskola, varefter han 1813 blev pastorsadjunkt i Själevads socken där han steg i graderna, sist till  vice pastor. Han tog pastoralexamen 1822 och tillträdde därefter som kyrkoherde i Björna socken, blev 1837 honorärprost samt 1839 kyrkoherde i Grundsunda socken.
Sidner var fullmäktig för Härnösands stift vid riksdagarna 1840–1841 och 1844.
Sidner bildade en flerstämmig kyrkokör i Grundsunda och gjorde stämsång populär i bygden.